# Мокре (Свентокшиське воєводство)
Мокре (пол. Mokre) — село в Польщі, у гміні Шидлув Сташовського повіту Свентокшиського воєводства.
Населення — 151 особа (2011).
У 1975-1998 роках село належало до Келецького воєводства.

## Демографія
Демографічна структура на день 31 березня 2011 року:
|          | Загалом | Допрацездатний вік | Працездатний вік | Постпрацездатний вік |
| -------- | ------- | ------------------ | ---------------- | -------------------- |
| Чоловіки | 78      | 22                 | 49               | 7                    |
| Жінки    | 73      | 14                 | 38               | 21                   |
| Разом    | 151     | 36                 | 87               | 28                   |